# Iglesia de Nuestra Señora de los Dolores (Gibraltar)
La iglesia de Nuestra Señora de los Dolores (en inglés: Our Lady of Sorrows Church) es una iglesia católica en Los Catalanes (Gibraltar).
La estatua de la iglesia de Nuestra Señora de los Dolores es llevada en procesión hasta la playa de Los Catalanes cada mes de septiembre, cuando el obispo de Gibraltar bendice el mar en el festival religioso principal del pueblo.